# Ошане
Оша̀не е село в Северозападна България, община Белоградчик, област Видин.

## География
Село Ошане се намира в Западния Предбалкан, на около 12 км северозападно от Белоградчик и 5 км югозападно от село Рабиша. Съседни на Ошане са селата Вѐщица – на около 4 км на изток-югоизток, Струиндол – на 2 – 3 км на югоизток и Раяновци – на 2 – 3 км на северозапад. На 6 – 7 км югозападно от селото е границата с Република Сърбия. Село Ошане е разположено в долината между две от възвишенията, спускащи се в посока североизток откъм югоизточната част на билото на планината Бабин нос.
До Ошане се намира предназначеният за напояване и риболов язовир Ошане с площ около 7 хектара, построен през 1970 г. на течащия през селото десен приток на река Арчар.
Населението на село Ошане , наброяващо към 1934 г. 626 души, достига максимума – 695 към 1946 г., след което намалява – бързо до 174 към 1985 г. и по-бавно до 51 души към 2018 г.
Село Ошане се намира в район на географското разпространение в Западна България на така наричания торлашки диалект.
През селото минава третокласен републикански път, по който през село Вещица се осъществява връзката с общинския административен център Белоградчик.

## История
Селото е създадено в края на Османския период от преселници от Ломско и Кутловишко, като в началото на XX век диалектът му се отличава от характерния за района белоградчишки говор.
През 1949 – 1950 година в района на селото действа малка горянска група, противопоставяща се на комунистическия режим.

## Население
Преброяване на населението през 2011 г.
Численост и дял на етническите групи според преброяването на населението през 2011 г.:
|                     | Численост | Дял (в %) |
| Общо                | 68        | 100,00    |
| Българи             | 57        | 83,82     |
| Турци               | 0         | 0,00      |
| Цигани              | 11        | 16,17     |
| Други               | 0         | 0,00      |
| Не се самоопределят | 0         | 0,00      |
| Неотговорили        | 0         | 0,00      |

## Галерия
- Язовир Ошане
- Ошанският Балкан